# Четвертинівська сільська рада
| Четвертинівська сільська рада — колишній орган місцевого самоврядування у Тростянецькому районі Вінницької області з адміністративним центром у с. Четвертинівка. Сільській раді підпорядковані населені пункти: - с. Четвертинівка |

## Склад ради
Рада складається з 16 депутатів та голови.

## Керівний склад сільської ради
| ПІБ                      | Основні відомості                                                    | Дата обрання | Дата звільнення |
| ------------------------ | -------------------------------------------------------------------- | ------------ | --------------- |
| Макух Олександр Іванович | Сільський голова, 1967 року народження, освіта, член народної партії | 26.03.2006   | 31.10.2010      |
| Макух Олександр Іванович | Сільський голова, 1967 року народження, освіта вища                  | 31.10.2010   |                 |

Примітка: таблиця складена за даними джерела